# Le cœur n'est pas une pierre
Le cœur n'est pas en pierre (Сердце не камень) est une pièce de théâtre en quatre actes du dramaturge russe Alexandre Ostrovski écrite en 1879. Elle a été publiée pour la première fois dans le n° 1 des Annales de la Patrie de 1880.  
La première a eu lieu au Théâtre Alexandra de Saint-Pétersbourg au bénéfice de Fiodor Boudrine, le 21 novembre 1879.

## Personnages
- Potap Potapytch Karkounov, riche marchand, âgé.
- Véra Filippovna, sa femme, un peu plus de trente ans.
- Issaï Danilytch Khalymov, prestataire, compère de Karkounov.
- Apollinaria Panfilovna, sa femme, la quarantaine.
- Constantin Loukitch Karkounov, neveu de Potap Potapytch, jeune homme.
- Olga Dmitrievna, son épouse, jeune femme.
- Éraste, employé de Karkounov, environ 30 ans.
- Orouguevna, domestique, vieille femme.
- Innocent, vagabond.

## Argument
Dans la maison d'un riche marchand moscovite tyrannique et âgé, propriétaire d'une usine, sa jeune femme, la jolie Véra, vit comme un oiseau en cage, ne sortant que pour aller à l'église et faire de rares courses. Elle est pieuse et ses parents, morts depuis, l'ont donnée autrefois en mariage sans amour pour assurer son futur. Elle est toujours restée fidèle à son vieux mari, mais lorsque les jours de ce dernier, malade, sont comptés, les intrigues commencent. En effet le vieux Potap Potapytch a décidé de faire son testament, laissant planer le doute s'il veut tout léguer aux pauvres (réalisant qu'il n'a aimé personne dans sa vie et se posant la question de savoir à qui laisser sa richesse pour que Dieu lui pardonne ses péchés), ou bien à son neveu, à sa femme, ainsi que des sommes à ses proches. L'employé de Potap Potapytch, le jeune Éraste, travailleur, mais plein de ressentiment car non rétribué selon lui à sa juste valeur, tente de la compromettre aux yeux de son mari en lui déclarant son amour, mais elle résiste. Des potins circulent, le neveu du marchand, avide d'argent, menace Véra. À travers le personnage de Véra, la vie spirituelle d'un chrétien se révèle, comme une lutte incessante contre le péché, la préservation de la pureté non seulement corporelle, mais aussi spirituelle. Son mari ayant posé comme condition de l'héritage qu'elle ne se remarie pas; elle refuse. Son « cœur n'est pas une pierre. » Elle veut juste construire sa vie et son bonheur sur le roc, non pas sur le sable. Le vieux Potap Potapytch en mourant reconnaît sa faute.

## Citation
Éraste à Véra : « Maintenant que vous aimez tout le monde et faites de bonnes actions tout le temps, vous n'êtes occupée que d'une chose, mais vous ne vous laissez pas vraiment aimer. Un an ou un an et demi passera, et tout cet amour que vous avez... Je n'ose pas dire que vous vous en lasserez, mais que vous ne ferez que vieillir, et toutes vos bonnes actions sembleront être un devoir ou une sorte de service, et rien ne sera vraiment de l'amour. »

## Adaptations à l'écran
- Le Cœur n'est pas une pierre, 1989 (URSS), téléfilm en deux épisodes de Léonid Ptchiolkine sur un scénario de Maïa Temiakova adapté de la pièce d'Ostrovski, avec Natalia Goundareva (Apollinaria  Panfilovna), Stanislav Sadalski (Constantin), Innokenti Smoktounovski (Potap Potapytch), Oleg Tabakov (Khalymov), Elena Iakovleva (Véra Filippovna), Andreï Tachkov (Éraste[4]).